# Nobody Lives Forever (1946)
Nobody Lives Forever is een Amerikaanse film noir uit 1946 onder regie van Jean Negulesco. Destijds werd de film in Nederland uitgebracht onder de titel Gevecht op pier 14.
Het scenario is gebaseerd op de gelijknamige misdaadroman (1943) van W. R. Burnett.

## Verhaal
De ex-militair Nick Blake keert na een verblijf in het militaire hospitaal terug naar zijn thuisbasis in Manhattan. Hij komt erachter dat zijn lief hem bedriegt. Bovendien heeft die man hem ook nog eens 50.000 dollar lichter gemaakt.

## Rolverdeling
| Acteur               | Personage        |
| -------------------- | ---------------- |
| John Garfield        | Nick Blake       |
| Geraldine Fitzgerald | Gladys Halvorsen |
| Walter Brennan       | Pop Gruber       |
| Faye Emerson         | Toni Blackburn   |
| George Coulouris     | Doc Ganson       |
| George Tobias        | Al Doyle         |
| Robert Shayne        | Chet King        |
| Richard Gaines       | Charles Manning  |
| Richard Erdman       | Piccolo          |
| James Flavin         | Shake Thomas     |
| Ralph Peters         | Windy Mather     |